# 横浜国際女子マラソン
横浜国際女子マラソン（よこはまこくさいじょしマラソン、英語名：Yokohama Women's Marathon）は、神奈川県横浜市を会場として2009年から2014年まで行われたマラソン大会である。

## 概要
1979年に世界初の女子だけのマラソン大会として発足した東京国際女子マラソンが、東京マラソンの開催により生じた警備上の理由などから、2008年限りで終了したため、主催者の朝日新聞社などは新たな女子マラソン大会を模索していた。
そこで、横浜市で行われていた横浜国際女子駅伝を終了し、これをマラソン大会に衣替えする形で開催することが決まった。このため、東京国際女子マラソンを主催していた朝日新聞社、横浜国際女子駅伝を主催していた読売新聞東京本社との間の調整により、新大会については朝日が主催、読売が特別後援という変則的な体制がとられることになった。
第1回大会は、2009横浜国際女子マラソン大会兼第16回アジア競技大会代表選手選考競技会として、2009年11月15日に実施された。なお、同大会は当初インガ・アビトワ（ロシア）が2時間27分18秒の成績で首位となったがその後ドーピング違反が発覚し記録抹消。これにより2時間28分51秒で2位の嶋原清子が繰り上がり初代優勝者となった。
なお、2010年大会は横浜市で開催されたAPEC首脳会議に伴うテロ対策から中止となり、2011年は第2回大会を2月20日、第3回大会を11月20日と、年2回行う事となった。そのため、第1回大会では「2009横浜国際女子マラソン」と年号を冠していたが、第2回以降は「第○回横浜国際女子マラソン」と回次を冠して催される。第4回大会が行われる2012年以降は、年1回の11月開催に戻った。
2014年10月22日、財政難を理由に2014年の第6回大会をもって本大会を終了すると複数のメディアが報じ、翌23日に日本陸上競技連盟が正式発表した。2015年以降については別の都市で同様の大会を開催する方向で調整が行われているが、複数のメディアがハーフマラソン主体だった「さいたまシティマラソン」のフルマラソン化を目指していた埼玉県さいたま市が有力な開催地候補であると報じ、埼玉県知事の上田清司およびさいたま市役所の関係者が日本陸上競技連盟から非公式な打診があったことを認めている。そして2015年4月15日、日本陸連より11月15日に「さいたま国際マラソン」の名で後継大会を開催することが発表された（さいたま国際マラソンも2019年限りで終了）。また、同年からは横浜市内にてハーフマラソン主体で行われている「横浜マラソン」がフルマラソン化され朝日新聞社も後援として参加、2018年（2017年は中止）からは当大会と同じ秋に開催されている。
- 大会参加資格（2009年・第1回の場合）
  - 競技者（一般参加442名）
    - 大会当日満19歳以上で規定の記録を出している女性競技者。
    - 日本陸上競技連盟、主催者が推薦する女性競技者。

  - 招待者（海外招待6名、国内招待5名）
    - 日本陸上競技連盟、主催者が推薦する女性競技者。
- 大会日程 - 毎年11月（第1回は2009年11月15日。第2回は2011年2月20日）
- 放映局 - テレビ朝日（第2回のみ日本テレビで放送）
- 大会開催名義
  - 主催 - 公益財団法人日本陸上競技連盟、朝日新聞社、テレビ朝日
  - 後援 - 文部科学省、横浜市、文化放送、日刊スポーツ新聞社、報知新聞社
  - 特別後援 - 読売新聞東京本社（読売新聞社名義）
  - 主管 - 神奈川陸上競技協会
  - 特別協賛 - 武田薬品工業（2009年 - 2012年） → マイナビ（2013年・2014年）
  - 協賛 - 日産自動車・セイコースポーツライフ[12]
  - 特別協力 － 実業之日本社
  - 協力 - アシックス、田中貴金属工業

## コース

### 第1回
山下公園前をスタートし、市内中心部約13.2kmのコースを3周して、山下公園内をゴールとする42.195kmのコース（横浜国際女子マラソン大会コースマップ (PDF) ）。日本の主要マラソン大会では、初の複数周回コースだった。
コース詳細
マリンタワー前をスタートして、最初は1.7kmの小回りの周回を通る。産業貿易センター前・横浜税関前・神奈川県庁前・中華街東門前・山下公園中央口の順に通る。
此処からは、13.20kmの周回を3周する。通る順番は、赤レンガ倉庫、横浜ワールドポーターズ、クイーンズスクエア横浜、パシフィコ横浜、横浜市中央卸売市場、横浜駅、横浜そごう、横浜ランドマークタワー前、横浜スタジアム、山手トンネル、山手公園、山手署、小港町、新山下、港の見える丘公園。
そして、3周すると産業貿易センター前から山下公園に入って、ゴールの氷川丸前へ向かう。

### 第2〜4回
第2回は2度の折り返しを含むコースに変更された（第2回横浜国際女子マラソン大会 コース図 (PDF) ）。
コース詳細
産業貿易センター前をスタートして、本牧市民公園、八幡橋を経由し杉田交差点手前で折り返し、山下公園まで戻る。
山下公園からみなとみらい21地区を周回し、神奈川県庁前を通って山下公園まで戻る。
山下公園から本牧通りを経由して間門バス停で2度目の折り返しを行い、山下公園内のゴール地点に向かう。
なお、2009年まで開催されていた横浜国際女子駅伝と一部コースが重なっている。

### 第5回以降
基本的には第2〜4回のコースと大差無いが、折り返し場所や一部コースがリニューアルされた。（第5回横浜国際女子マラソン大会 Course Map (PDF) ）。
コース詳細
産業貿易センター前をスタートして、本牧市民公園、八幡橋を経由し聖天橋交差点で折り返し、山下公園まで戻る。
山下公園から神奈川県庁前を周回する形で、再びへ本牧方面に走り、本牧市民プール前で2度目の折り返し。
本牧市民プール前から山下公園前を経由しみなとみらい21地区を周回し、山下公園内のゴール地点に向かう。
2015年以降の横浜マラソンのコースと大まかには近いところを走行するが、相違箇所も多い。

## 歴代優勝者
| 回                                     | 開催日         | 優勝者               | 国籍・所属 | タイム        | 代表選考会等             | 日本人最高位      | 放映局         |
| -------------------------------------- | -------------- | -------------------- | ---------- | ------------- | ------------------------ | ----------------- | -------------- |
| 1                                      | 2009年11月15日 | 嶋原清子             | 日本       | 2時間28分51秒 | 中国・広州アジア大会     | 嶋原清子（1位）   | テレビ朝日系列 |
| 2010年はAPEC首脳会議が行われたため中止 |                |                      |            |               |                          |                   |                |
| 2                                      | 2011年2月20日  | 尾崎好美             | 日本       | 2時間23分56秒 | 韓国・テグ世界陸上       | 尾崎好美（1位）   | 日本テレビ系列 |
| 3                                      | 2011年11月20日 | 木崎良子             | 日本       | 2時間26分32秒 | 英国・ロンドン五輪       | 木崎良子（1位）   | テレビ朝日系列 |
| 4                                      | 2012年11月18日 | リディア・チェロメイ | ケニア     | 2時間23分06秒 | ロシア・モスクワ世界陸上 | 那須川瑞穂（2位） | テレビ朝日系列 |
| 5                                      | 2013年11月17日 | アルビナ・マヨロワ   | ロシア     | 2時間25分55秒 | 韓国・仁川アジア大会     | 野尻あずさ（2位） | テレビ朝日系列 |
| 6                                      | 2014年11月16日 | 田中智美             | 日本       | 2時間26分57秒 | 中国・北京世界陸上       | 田中智美（1位）   | テレビ朝日系列 |

## 放送体制

### テレビ中継
当初テレビ中継については、東京国際女子マラソンを中継していたテレビ朝日と、横浜国際女子駅伝を中継していた日本テレビとが、隔年交替で中継を行うことになっていた。これは、東京マラソンのテレビ中継をフジテレビと日テレが隔年交替で担当する形式と同様である。テレ朝・日テレいずれの局も、中継を担当する年は主催として中継を、担当しない年は後援としてそれぞれ参加することになっていた。第1回の中継をテレ朝とし、以後、奇数回をテレ朝が、偶数回を日テレが中継する予定だった。
しかし、日本テレビが第4回（2012年）大会の主催から撤退したため、以後テレビ朝日単独での放送となる。
前身の東京国際女子マラソンについては、テレビ朝日系列のない地域では、岩手県（1995年まで）・山陰地方（鳥取県・島根県、1989年以降）を除く日本テレビ系列局でも放送していたが、本大会でも前身大会のネット状況を踏襲し、第1・3・4回は山陰地方（日テレ制作の第2回は放送はNNSフルネット局の日本海テレビがネット）を除いての放送となった。
日本テレビ系が中継した第2回・2011年2月については、日本テレビ系列局に加え、フジテレビ系列の沖縄テレビでも放送された。
第4回・2012年までネットしていた北日本放送が離脱したため、第5回・2013年以降は、テレビ朝日系列フルネット局とクロスネット局である福井放送・テレビ宮崎、日本テレビ系列局である山梨放送・四国放送・高知放送での放送となっていた。
| 放送対象地域          | 2009年・2011年11月以降 | 2011年2月のみ           |
| --------------------- | ---------------------- | ----------------------- |
| 関東広域圏 （制作局） | テレビ朝日(EX)         | 日本テレビ(NTV)         |
| 北海道                | 北海道テレビ(HTB)      | 札幌テレビ(STV)         |
| 青森県                | 青森朝日放送(ABA)      | 青森放送(RAB)           |
| 岩手県                | 岩手朝日テレビ(IAT)    | テレビ岩手(TVI)         |
| 宮城県                | 東日本放送(KHB)        | ミヤギテレビ(MMT)       |
| 秋田県                | 秋田朝日放送(AAB)      | 秋田放送(ABS)           |
| 山形県                | 山形テレビ(YTS)        | 山形放送(YBC)           |
| 福島県                | 福島放送(KFB)          | 福島中央テレビ(FCT)     |
| 山梨県                | 山梨放送(YBS)          | 山梨放送(YBS)           |
| 新潟県                | 新潟テレビ21(UX)       | テレビ新潟(TeNY)        |
| 長野県                | 長野朝日放送(ABN)      | テレビ信州(TSB)         |
| 静岡県                | 静岡朝日テレビ(SATV)   | 静岡第一テレビ(SDT)     |
| 富山県                | （中継なし）           | 北日本放送(KNB)         |
| 石川県                | 北陸朝日放送(HAB)      | テレビ金沢(KTK)         |
| 福井県                | 福井放送(FBC)          | 福井放送(FBC)           |
| 中京広域圏            | メ〜テレ(NBN)          | 中京テレビ(CTV)         |
| 近畿広域圏            | 朝日放送(ABC)          | 読売テレビ(ytv)         |
| 鳥取県 島根県         | （中継なし）           | 日本海テレビ(NKT)       |
| 広島県                | 広島ホームテレビ(HOME) | 広島テレビ(HTV)         |
| 山口県                | 山口朝日放送(yab)      | 山口放送(KRY)           |
| 徳島県                | 四国放送(JRT)          | 四国放送(JRT)           |
| 香川県 岡山県         | 瀬戸内海放送(KSB)      | 西日本放送(RNC)         |
| 愛媛県                | 愛媛朝日テレビ(eat)    | 南海放送(RNB)           |
| 高知県                | 高知放送(RKC)          | 高知放送(RKC)           |
| 福岡県                | 九州朝日放送(KBC)      | 福岡放送(FBS)           |
| 長崎県                | 長崎文化放送(NCC)      | 長崎国際テレビ(NIB)     |
| 熊本県                | 熊本朝日放送(KAB)      | くまもと県民テレビ(KKT) |
| 大分県                | 大分朝日放送(OAB)      | テレビ大分(TOS)         |
| 宮崎県                | テレビ宮崎(UMK)        | テレビ宮崎(UMK)         |
| 鹿児島県              | 鹿児島放送(KKB)        | 鹿児島読売テレビ(KYT)   |
| 沖縄県                | 琉球朝日放送(QAB)      | 沖縄テレビ(OTV)         |

#### テレビ中継イメージソング
奇数回（テレビ朝日）
放送年度のテレビ朝日系スポーツテーマソングを使用
- 第1回＝スーパースター★（SMAP）

偶数回（日本テレビ）
- 第2回＝慈愛への旅路（ゆず）

### 第6回（2014年）大会
特記なき人物はすべてテレビ朝日アナウンサー
- 1号車

解説：増田明美（スポーツジャーナリスト）
実況：森下桂吉
- 2号車

解説：高橋尚子（シドニー五輪 金メダリスト）
実況：寺川俊平
- リポートバイク

実況：吉野真治
- 山下公園

解説：金哲彦（ニッポンランナーズ代表）
実況：加藤泰平
- 第1・第2折り返し地点

実況：斎藤康貴
- リポート・優勝インタビュー

竹内由恵

### ラジオ中継
ラジオ中継については、これまで東京国際女子マラソンの中継を担当した文化放送が放送を行っている。日本テレビ系列がテレビ中継を行った2011年2月大会については、文化放送とこれまで横浜国際女子駅伝を放送していたRFラジオ日本の2局が並列で放送した。両局は東京箱根間往復大学駅伝競走でも毎年ラジオ中継を行っている。

#### 中継出演者（第6回・2014年）
特記なき人物はすべて文化放送アナウンサー
- スタート

実況：飯塚治
- 1号車

解説：千葉真子（スポーツコメンテーター）
実況：槙嶋範彦
- 2号車

解説：小松美冬（ランニングライター）
実況：松島茂
- 折り返し地点

実況：鈴木光裕
- フィニッシュ地点

実況：長谷川太
- スタジオ担当

斉藤一美